# Combat de Ténenkou (16 janvier 2015)
Pour les articles homonymes, voir Combat de Ténenkou.
Guerre du Mali
Batailles
Le premier combat de Ténenkou se déroule le 16 janvier 2015, pendant la guerre du Mali. Elle oppose l'armée malienne aux djihadistes d'Ansar Dine qui mènent une attaque contre la petite ville de Ténenkou.

## Déroulement
En janvier 2015, les djihadistes, peut-être basés dans la forêt de Wagadou, lancent plusieurs attaques dans la région de Mopti, dans le centre du Mali. Ils font sans succès une première tentative sur la localité de Ténenkou le 8 janvier mais réussissent quelques jours plus tard deux raids sur Nampala et Djoura. Le soir du 14 janvier, des djihadistes s'infiltrent discrètement par petits groupes dans Ténenkou. Le 16, un petit renfort arrive sur place, et les islamistes tentent alors une attaque surprise contre la garnison malienne. Le combat s'engage dans la matinée contre une position de l'armée régulière, il commence vers 6 heures du matin et cesse à 11 heures. Les assaillants sont finalement repoussés et se replient vers un village voisin. Selon RFI, ils appartenaient probablement au MUJAO,,,.
Le djihadiste Amadou Koufa, un des planificateur de l'offensive sur Konna en 2013 pourrait être lié à l'attaque de Ténenkou,. Il serait à la tête d'un groupe appelé le Front de libération du Macina, actif dans les environs de Ténenkou, se réclamant de l’ancien empire théocratique peul du Macina.

## Pertes
Dans son communiqué, le ministère malien de la Défense ne donne aucun bilan, évoquant seulement des pertes de part et d'autre. Après le combat, RFI et l'AFP rapportent que selon des sources gouvernementales, au moins deux soldats maliens ont été tués ainsi que six assaillants. L'armée malienne affirme également avoir fait des prisonniers,.
L'agence Xinhua rapporte que selon des sources médicales, les pertes des Maliens sont de trois tués et cinq blessés, et qu'un civil est également mort dans les combats. Dans son rapport de mars 2015, l'ONU confirme que trois soldats maliens ont été tués et cinq autres blessés lors de l'attaque.
Le soir du 6 février 2015, au nord-est de Diabaly, les Maliens capturent onze hommes armés soupçonnés d'être des djihadistes impliqués dans les attaques de Nampala et Ténenkou.